# 比薩中央車站

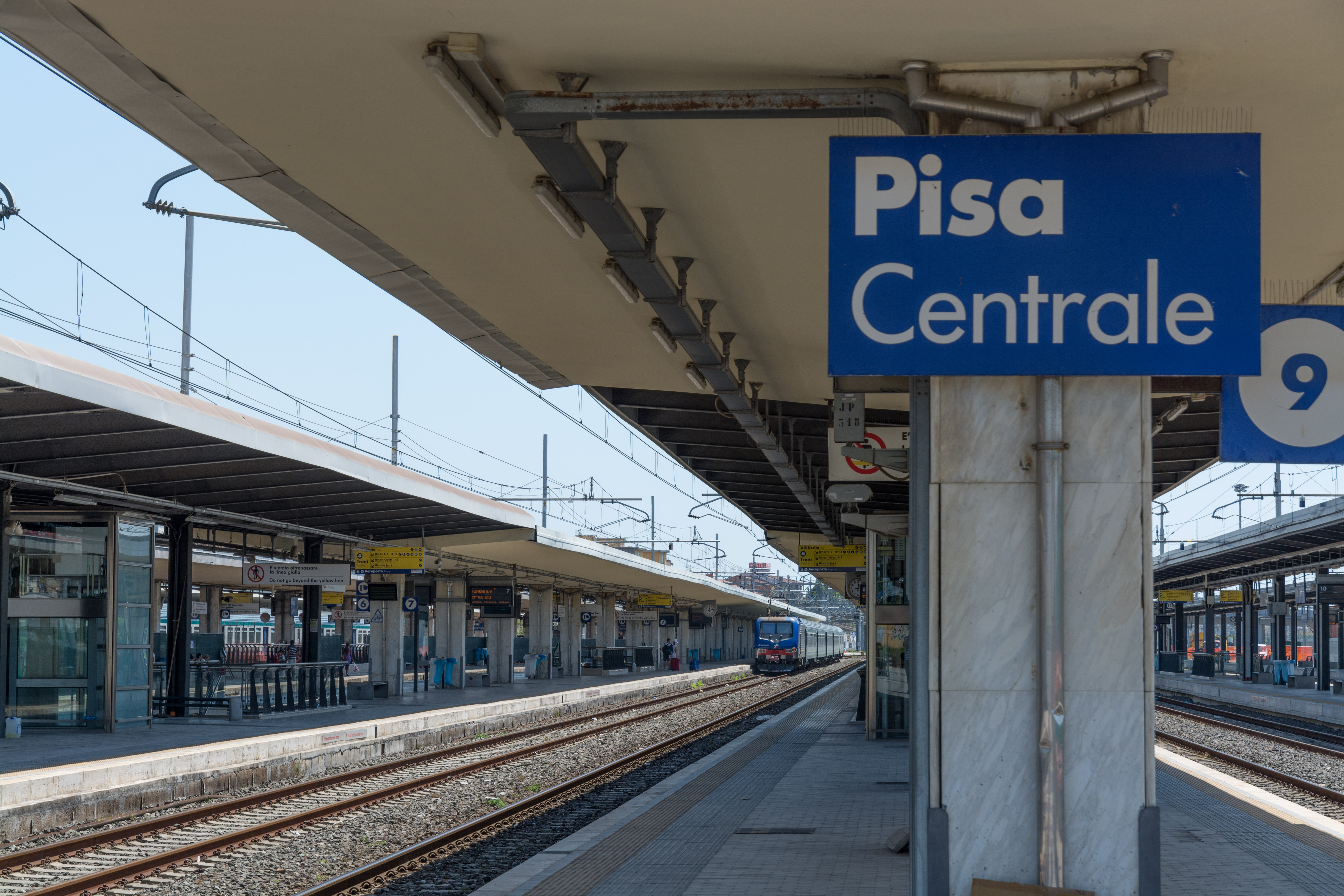
車站月台

比薩中央車站（義大利語：Stazione di Pisa Centrale）是義大利托斯卡納大區比薩的主要火车站，也是托斯卡納的主要交通樞紐之一，於1871年啟用。比薩中央車站年旅客流量約為1500萬人次，各級列車均有停靠，包括城際列車及義大利歐洲之星。

## 服務
比薩中央車站在義大利國家鐵路的分級為最高級別的『白金』級。
車站設有酒吧、自動售票處、廁所等設施，並有巴士站、出租車站、Pisa Mover（中央車站－比薩機場）供轉乘。